# Ameglia
Ameglia – miejscowość i gmina we Włoszech, w regionie Liguria, w prowincji La Spezia.
Według danych na rok 2004 gminę zamieszkiwało 4506 osób, 346,6 os./km².